# Patsy Kensit
Patricia Jude Francis Kensit (Hounslow, Groot-Londen, 4 maart 1968) is een Brits actrice en zangeres, onder meer bekend van haar hoofdrol in Absolute Beginners en haar vele relaties met beroemdheden.

## Biografie

### Vroege jaren
Kensit werd geboren als de dochter van Margie, een manager, en James Kensit, een antiekhandelaar, die voor haar geboorte een tijd in de gevangenis had doorgebracht.
Ze werd katholiek opgevoed en volgde lessen aan een katholieke privéschool. Op 15-jarige leeftijd kreeg ze een relatie met de 24-jarige gitarist en songwriter van Spandau Ballet, Gary Kemp; het was de eerste relatie waarmee ze in de krant verscheen.

### Carrière

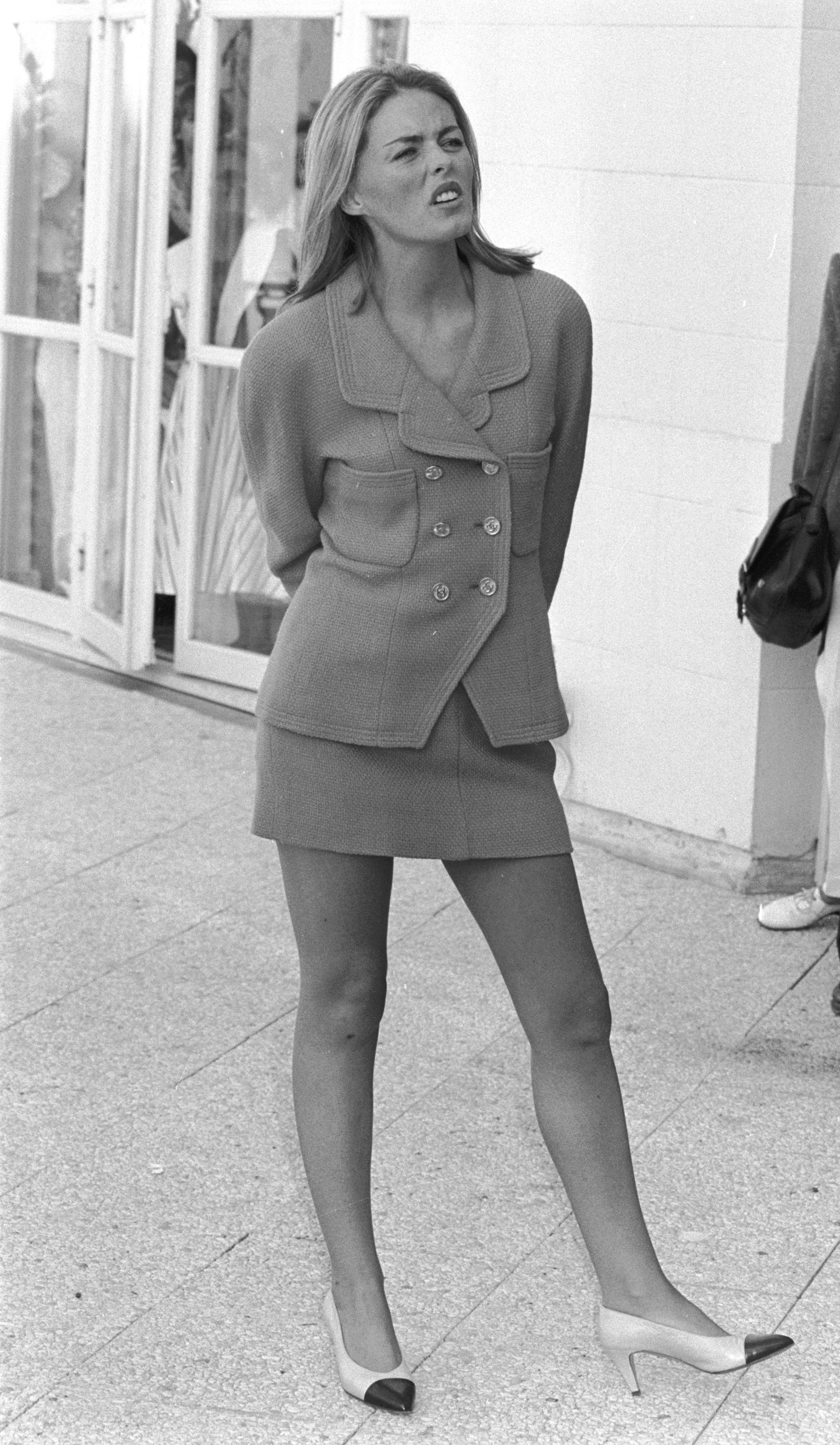
Patsy Kensit in Frankrijk (1991).

Op 4-jarige leeftijd was ze te zien in een televisiereclame voor diepvriesbonen van het merk Birds Eye. In 1972 had ze haar eerste filmrol in For the Love of Ada. Twee jaar later speelde ze in The Great Gatsby Pamela Buchanan, de dochter van het personage van Mia Farrow, die ze later zou spelen in de biopic Love and Betrayal: The Mia Farrow Story uit 1995. Als leerling aan de "Italia Conti Academy" toneelschool had ze in haar beginjaren rollen in Britse kinderprogramma's, waaronder The Adventures of Pollyanna (1982) en Luna (1983).
Ze kreeg bekendheid in 1985, toen ze een carrière begon als leadzangeres van de band Eighth Wonder en als actrice. Eighth Wonder had twee singles (I'm Not Scared en Cross My Heart) die in het Verenigd Koninkrijk respectievelijk de hitplaatsen 7 en 13 behaalden. Ook was de band te zien in Top of the Pops. In die tijd vertolkte Kensit tevens de rol van Eppie in Silas Marner, een toneelstuk gebaseerd op de gelijknamige roman van George Eliot; hierin was ook Ben Kingsley te zien.
In 1986 kreeg ze de vrouwelijke hoofdrol in de filmversie van Absolute Beginners, gebaseerd op het boek van Colin MacInnes. In 1988 had Eighth Wonder hun enige toptienhit met I'm Not Scared, dat werd geproduceerd door de Pet Shop Boys. Hoewel het succes van de band snel afnam, was het nummer te horen in de film Lethal Weapon 2 (1989), waarin Kensit, die zich nu alleen met acteren bezighield, de rol van Rika van den Haas vertolkte, een Zuid-Afrikaanse consulaatsecretaresse met wie agent Martin Riggs (gespeeld door Mel Gibson) een relatie krijgt.

### Privéleven
Kensit is vier keer getrouwd geweest, en haar echtgenoten waren allen muzikanten. In 1988 trouwde ze met Dan Donovan van de band Big Audio Dynamite. In 1992 trouwde ze met Jim Kerr, leadzanger van Simple Minds. Uit dit huwelijk werd haar eerste kind geboren, James. In 1997 trouwde ze met Liam Gallagher van Oasis. Met hem kreeg ze een zoon Lennon, vernoemd naar John Lennon. Het paar scheidde in 2000 en ze verklaarde later dat ze tijdens het huwelijk iedere dag huilde.
Na haar scheiding van Gallagher sprak Kensit openlijk over haar borstvergroting, waardoor haar borstomvang was toegenomen van 32B tot 35C. Ze heeft drie tatoeages: op haar rug, bij haar voet en op haar enkel.
Nadat de kranten opnieuw berichtten over relaties met Calum Best, David Williams, Matt Holbrook en in 2005 Jean-Christophe Novelli, kreeg ze een relatie met rapper en beatboxer Killa Kela. Na nog geen jaar ging het paar alweer uit elkaar, waarbij Kensit verklaarde dat ze geen toekomst zag met Killa. Kort daarna kreeg ze een relatie met DJ Jeremy Healy en ze kondigde op 29 november 2007 aan dat ze voor een vierde keer ging trouwen. Op 31 maart 2008 werd bericht dat het paar inmiddels uit elkaar was en dat hun huwelijk was afgezegd. Een jaar later trouwde ze alsnog met Jeremy Healy. Op 28 februari 2010 werd bekend dat ze na 10 maanden huwelijk van hem ging scheiden. 

## Filmografie
Het betreft hier slechts een kleine selectie
- 1974 - The Great Gatsby - Pamela Buchanan
- 1979 - Hanover Street - Sarah Sellinger
- 1986 - Absolute Beginners - Crepe Suzette
- 1989 - Lethal Weapon 2 - Rika van den Haas
- 1991 - Timebomb - Dr. Anna Nolmar
- 1998 - The Last Don II - Josie Cirolia
- 2008 - Who Do You Think You Are? - zichzelf